# Corculognathia
Corculognathia is een geslacht in de taxonomische indeling van de tandmondwormen (Gnathostomulida). De enige soort in dit geslacht is de Corculognathia apennata.